# Apertura Mieses
La  Apertura Mieses (ECO A00) es una apertura menor. Controla una sola casilla central y con ella se puede transponer a otras líneas, pero, en general, se entra en líneas inferiores. 
Línea principal
1.d3
1.d3 e5
1.d3 e5 2.Cd2
1.d3 c5 2.Cc3 Cc6 3.g3

## Vista general
La Apertura Mieses es una apertura  donde se juega: 1.d3
Fue nombrada como el maestro alemán Jacques Mieses.
Esta apertura libera el alfil dama, pero como no logra un gran dominio del centro como lo hace 1.d4, no es una apertura tan popular. De las veinte jugadas posibles que tiene el Blanco para iniciar, 1.d3 quedaría de diez en la escala de popularidad. Sin embargo, si 1...d6 es jugable para el Negro contra cualquier apertura del Blanco, 1.d3 es jugable para el Blanco también.
Su aparición más famosa fue en la tercera partida en el segundo enfrentamiento entre  Garry Kasparov y la computadora Deep Blue en 1997. Kasparov pensó, y acertó,  que el computador jugaría pobremente si se basaba en sus propias habilidades más que en su libro de aperturas ; la partida terminó en  tablas.
Se le considera una apertura irregular y está incluida en la sección A00 dentro de la Enciclopedia de aperturas de ajedrez.

## Juego ilustrativo
Kasparov–Deep Blue, Juego 3, mayo de 1997. 1. d3 e5 2. Cf3 Cc6 3. c4 Cf6 4. a3 d6 5. Cc3 Ae7 6. g3 O-O 7. Ag2 Ae6 8. O-O Dd7 9. Cg5 Af5 10. e4 Ag4 11. f3 Ah5 12. Ch3 Cd4 13. Cf2 h6 14. Ae3 c5 15. b4 b6 16. Tb1 Rh8 17. Tb2 a6 18. bxc5 bxc5 19. Ah3 Dc7 20. Ag4 Ag6 21. f4 exf4 22. gxf4 Da5 23. Ad2 Dxa3 24. Ta2 Db3 25. f5 Dxd1 26. Axd1 Ah7 27. Ch3 Tfb8 28. Cf4 Ad8 29. Cfd5 Cc6 30. Af4 Ce5 31. Aa4 Cxd5 32. Cxd5 a5 33. Ab5 Ta7 34. Rg2 g5 35. Axe5+ dxe5 36. f6 Ag6 37. h4 gxh4 38. Rh3 Rg8 39. Rxh4 Rh7 40. Rg4 Ac7 41. Cxc7 Txc7 42. Txa5 Td8 43. Tf3 Rh8 44. Rh4 Rg8 45. Ta3 Rh8 46. Ta6 Rh7 47. Ta3 Rh8 48. Ta6 ½–½